# MQ-1C Warrior

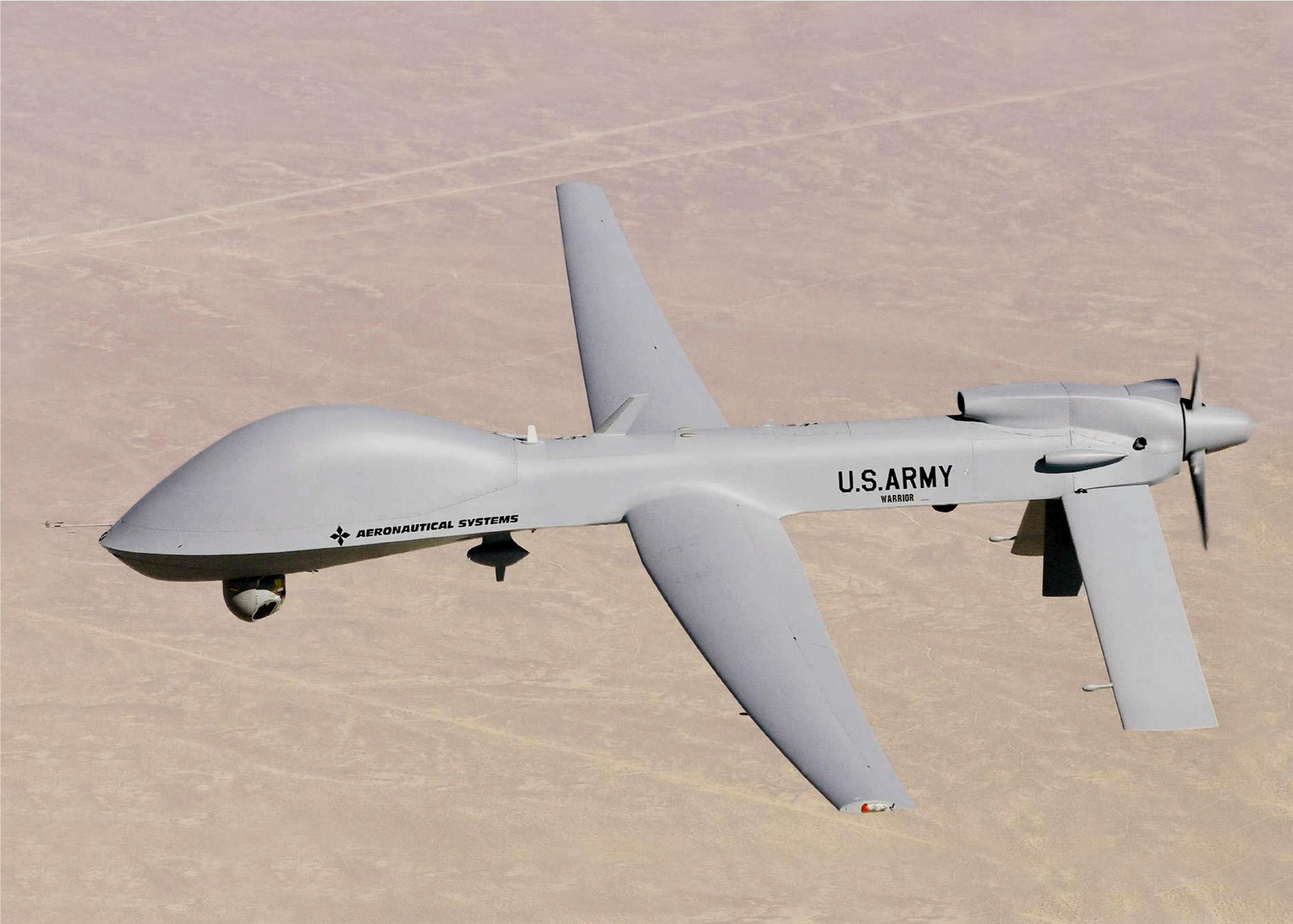
MQ-1C Warrior

General Atomics Aeronautical Systems MQ-1C Warrior este un avion fără pilot aflat în faza de testare, o versiune îmbunătățită a modelului MQ-1 Predator.Poate îndeplini și funcții de atac, transportând 4 rachete aer-sol AGM-114 Hellfire.